# Kevin Garnett
Pour les articles homonymes, voir Garnett et KG.
Kevin Garnett (né le 19 mai 1976 à Greenville, en Caroline du Sud) est un joueur américain de basket-ball ayant évolué dans le championnat nord-américain professionnel de basket-ball, la National Basketball Association (NBA), de 1995 à 2016. Évoluant aux postes d'ailier fort ou de pivot, il est le premier joueur à entrer directement en NBA depuis le lycée sans passer par l'université en deux décennies. Il est parfois désigné sous ses initiales KG ou par les surnoms The Big Ticket, Da Kid ou encore Da Man.
Sélectionné en cinquième choix de la draft 1995 de la NBA par les Timberwolves du Minnesota, Garnett a un impact immédiat sur l'équipe qu'il emmène huit fois consécutivement en séries éliminatoires. En 2004, il réalise sa meilleure saison en allant jusqu'en finale de conférence ouest et est désigné meilleur joueur NBA. Après douze saisons avec les Timberwolves, le joueur historique de la franchise est échangé aux Celtics de Boston avant la saison 2007-2008.
Associé à Paul Pierce et Ray Allen, Kevin Garnett obtient pour sa première saison avec les Celtics ce qu'il convoitait depuis des années : un titre de champion, et met fin à des saisons de frustration. Élu meilleur défenseur de la ligue lors de l'année du titre NBA en 2008, The Big Ticket enchaîne les saisons de grande qualité jusqu'en 2013. Échangé dans un important transfert avec Paul Pierce aux Nets de Brooklyn, KG est sur le déclin. Après deux saisons avec les Nets, il choisit de mettre de côté sa clause de non-transfert pour rejoindre les Timberwolves où il termine sa carrière.
Détenteur d'un titre olympique lors des Jeux olympiques de 2000, Garnett est l'un des meilleurs joueurs défensifs de sa génération.

## Carrière en NBA

### Débuts
Issu d'une famille pauvre, Kevin Garnett se présente à la draft après avoir terminé ses études dans un lycée de l'Illinois, Farragut Academy HS. Ses résultats scolaires au lycée, jugés insuffisants, ne lui permettent pas de rejoindre une université et donc de jouer en NCAA mais ses statistiques au lycée lui valent d'être drafté au cinquième choix de la Draft 1995 de la NBA par les Timberwolves du Minnesota. Il inaugure ainsi la tendance des joueurs draftés juste après le lycée sans faire le cursus universitaire classique de quatre ans : viendront après lui Kobe Bryant, Tracy McGrady, LeBron James ou encore Monta Ellis par exemple.
Considéré comme un ailier fort, ses qualités athlétiques et sa carrure (2,11 m pour 115 kg), couplées à son exceptionnelle aisance avec le ballon, lui permettent de couvrir plusieurs postes.

### Timberwolves du Minnesota (1995-2007)

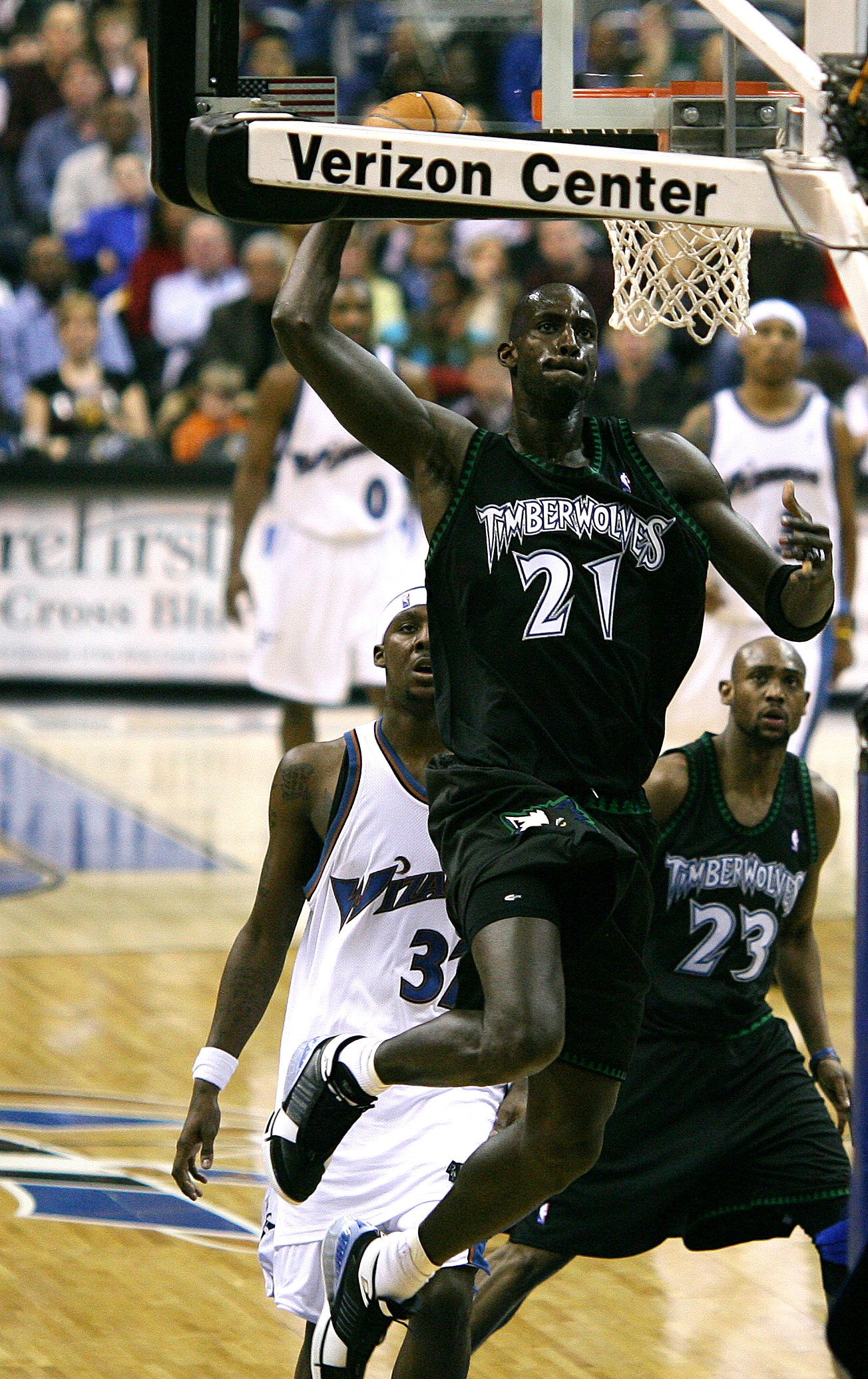
Kevin Garnett en 2007

Lors de sa première saison, Garnett, âgé de 19 ans, marque 10 points de moyenne par rencontre et prend 6 rebonds. Il mène son équipe aux contres. Il est nommé au All Star Game dès sa deuxième saison chez les pros et y a depuis participé 15 fois. Il a été élu MVP du All-Star Game en 2003.
Il finit deuxième pour le titre de MVP de la saison régulière en 2002 et 2003, à chaque fois derrière Tim Duncan. En 2004, il mène la ligue aux rebonds et au total de points marqués. Ces statistiques le mènent au titre de MVP de la ligue.
Car si Garnett explose les compteurs individuels, la franchise des Timberwolves a des difficultés à bien l'entourer : depuis sa seconde saison chez les pros, les Timberwolves n'ont jamais dépassé le premier tour des play-offs.
La série s'arrête enfin en 2004 avec l'acquisition de Sam Cassel et Latrell Sprewell, l'équipe enregistrant le meilleur record de la Conférence Ouest et arrive jusqu'en finales de Conférence avant d'être éliminée par les Lakers de Los Angeles.
Il termine à de nombreuses reprises meilleur marqueur de la franchise, de 1997-1998 à 2006-2007 pour le total de points (devancé par Tom Gugliotta à la moyenne en 1998), meilleur rebondeur de 1997-1998 à 2006-2007, meilleur contreur de 1995-1996 à 2003-2004 puis en 2006-2007.

### Celtics de Boston (2007-2013)
Durant l'été 2007, de multiples rumeurs l'envoient à Golden State et Chicago. Dans un premier temps Garnett refuse de quitter le Wolves. Pourtant, le 31 juillet 2007, Kevin McHale, le general manager des Timberwolves, et Danny Ainge, celui des Celtics de Boston, trouvent un accord concernant un échange envoyant Garnett à Boston, tandis que Sebastian Telfair, Gerald Green, Theo Ratliff, Ryan Gomes, Al Jefferson et deux choix de draft de Boston font chemin inverse.
Cet échange permet à Garnett de jouer au côté de l'arrière Ray Allen, fraichement arrivé, et de Paul Pierce. Boston se pose désormais comme prétendant au titre de conférence au terme de la saison 2007-2008. Le numéro 21 qu'il portait à Minnesota étant retiré à Boston en l'honneur de Bill Sharman, Garnett porte désormais le numéro 5.

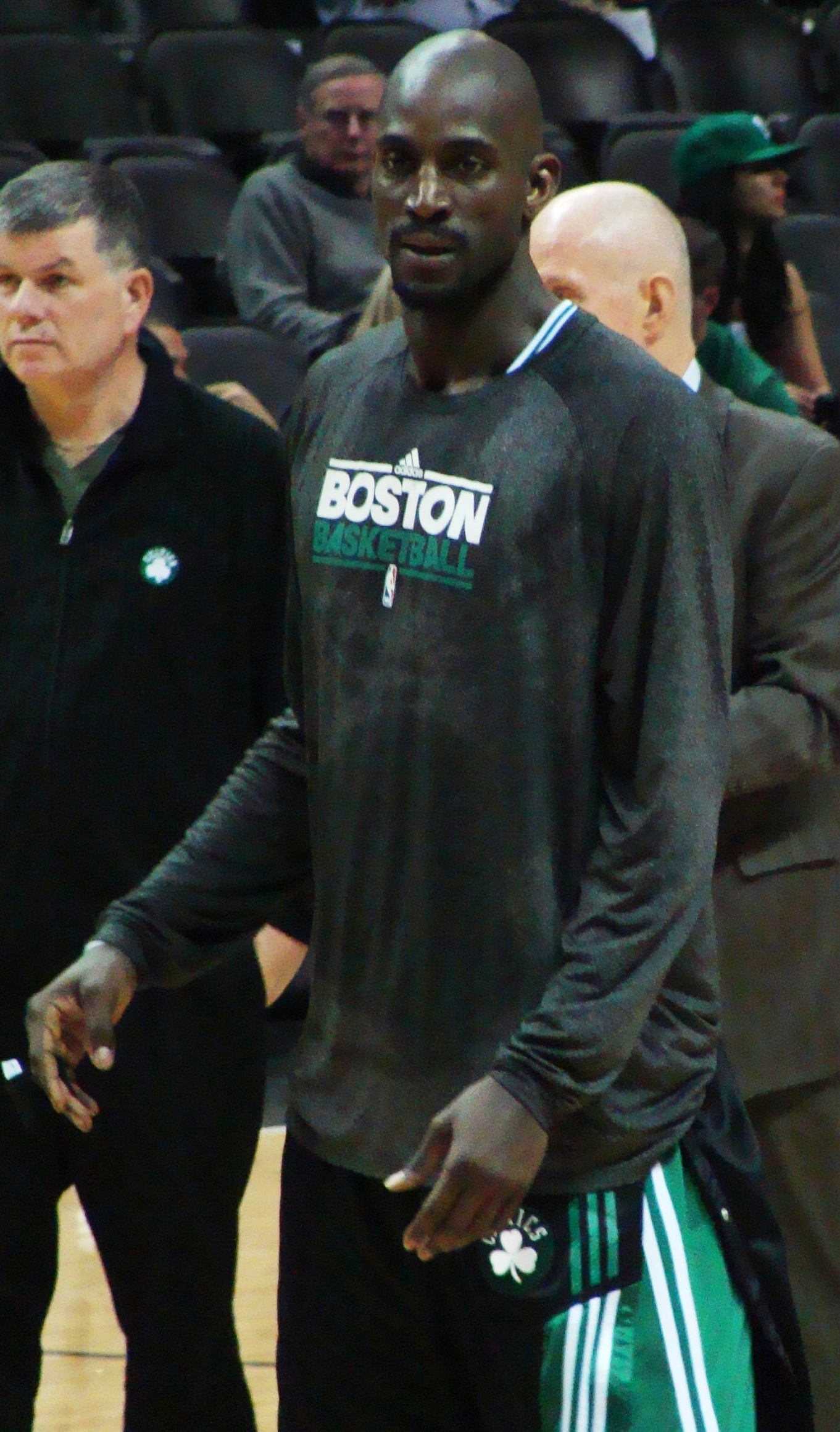
Kevin Garnett en 2011 avec les Celtics

Son influence sur le jeu est immédiate et notamment son apport défensif. Il obtient pour cela le titre de meilleur défenseur de la ligue à la fin de la saison. Il retrouve également sa place dans les All-NBA First Team et All-Defensive First Team. Garnett reçoit 2 399 148 voix lors du vote du public pour désigner les titulaires du NBA All-Star Game 2008. Blessé, il doit déclarer forfait.
À l'entame des playoffs, les Celtics sont favoris et, malgré une entame difficile face aux Hawks d'Atlanta et aux Cavaliers de Cleveland, ils parviennent en finale. Face aux Lakers, Kevin Garnett ne semble pas au meilleur de sa forme, notamment après le cinquième match. Il se ressaisit pour le sixième match et les Celtics battent alors les Lakers de Kobe Bryant et remportent ainsi le titre par 4 à 2 grâce à un score sans appel de 131 à 92. Kevin Garnett termine cette rencontre avec 26 points (meilleur marqueur du match avec son coéquipier Ray Allen) et 14 rebonds (meilleur rebondeur du match).
Sous l'impulsion du Big Three (Garnett - Allen - Pierce) et du jeune meneur Rajon Rondo les Celtics font une bonne saison 2008-2009 en terminant second de la conférence Est. Durant les playoffs, ils peinent à éliminer les jeunes Bulls de Chicago en ne remportant la série qu'au septième et dernier match. Une blessure au genou gauche met fin prématurément à la saison de Kevin Garnett. Les Celtics, malgré sept matchs très disputés à nouveau, ne pourront alors pas renouer avec la victoire face au Magic d'Orlando qui les élimine en demi-finale des playoffs.
Lors des playoffs 2010, les Celtics ne partent pas favoris pour remporter la conférence Est, terminant quatrième de la saison régulière. La blessure au genou de Garnett lors des playoffs précédents le motive à aller au bout. Lors du premier tour, les Celtics battent le Heat de Miami (quatre victoires à une). La franchise des Cavaliers, dont le joueur vedette est LeBron James, se dresse sur leur passage en demi-finale de conférence. Contre toute attente, avec le désavantage du terrain, les Celtics l'emportent quatre victoires à deux avec notamment une énorme performance de leur meneur Rajon Rondo lors du quatrième match. La finale de conférence contre le Magic d'Orlando voit Garnett, aidé par Rasheed Wallace, prendre le dessus sur le pivot superstar d'Orlando Dwight Howard. Boston remporte la série quatre victoires à deux et s'envole vers les finales NBA contre les Lakers de Los Angeles, remake des finales 2008. Après avoir mené 3-2 dans ces finales, les Celtics s'inclinent 4-3 face aux Lakers.
Après une saison en demi-teinte due à sa blessure au genou, le début de saison 2010-2011 est prolifique avec 16,8 pts et 8,9 rebonds par match mais les Celtics sont éliminés par le Heat de Miami de LeBron James et Dwyane Wade par quatre victoires à deux en demi-finale de conférence.
En février 2012, il devient le troisième joueur de l'histoire de la NBA (depuis la saison 1967-1968 où cette catégorie statistique commence à être officiellement reconnue) à franchir la barrière des 10 000 rebonds défensifs en carrière après Robert Parish et Karl Malone.
En mars 2012, il devient le troisième joueur de l'histoire de la NBA, après Kareem Abdul-Jabbar et Karl Malone à compiler plus de 20 000 points, 10 000 rebonds et 5 000 passes décisives en carrière.
Le 30 juin 2012, il annonce qu'il ne prend pas sa retraite et sera de retour dans l'effectif des Celtics pour trois saisons supplémentaires et 34 millions de dollars, ce qui à terme fera de lui le joueur ayant cumulé le plus de gains en carrière devant Shaquille O'Neal et Kobe Bryant.

### Nets de Brooklyn (2013-2015)
En juillet 2013, lors de la traditionnelle free-agency de la NBA, il rejoint l'équipe des Nets de Brooklyn avec ses coéquipiers des Celtics de Boston Paul Pierce et Jason Terry en échange de joueurs et des choix des premiers tours de draft 2014, 2016 et 2018. Alors que l'équipe fait partie des favorites pour le titre avec pour la première fois dans l'histoire de la NBA un 5 majeur composé uniquement de joueurs All-Star, les Nets déçoivent énormément tout comme chaque joueur de l’effectif. Deron Williams a eu des soucis à cause de blessures, Brook Lopez a manqué la moitié de saison sur blessure, Paul Pierce après sa fracture de la main droite a eu du mal à retrouver son shoot, Joe Johnson n'a pas été le leader offensif que souhaitait Jason Kidd et Kevin Garnett vieillissant ont eu du mal à tenir le poids des années. Ce dernier finit la saison avec seulement 6,5 pts et 6 rebs de moyenne en 22 minutes par match.
Sachant qu'il ne remportera pas le titre avec les Nets qui ont perdu Paul Pierce, Kevin Garnett (qui joue sa 20e saison en NBA) est souvent mis au repos au cours de la saison 2014-2015. Ses statistiques ne sont pas pour autant en hausse avec toujours 6 pts de moyenne.

### Retour aux Timberwolves du Minnesota (2015-2016), puis retraite
Au mois de février 2015, les Nets de Brooklyn acceptent un échange contre Thaddeus Young le renvoyant vers sa franchise d'origine, les Timberwolves du Minnesota, afin d'y finir sa carrière. Le 7 juillet 2015, il resigne chez les Timberwolves pour deux ans.
Le 23 septembre 2016, Garnett décide de prendre sa retraite après 21 saisons en NBA.

## Palmarès

### En sélection nationale
- Médaillé d'or aux Jeux olympiques d'été de 2000.

### En franchise
- Champion NBA en 2008 avec les Celtics de Boston.
- Finales NBA contre les Lakers de Los Angeles en 2010 avec les Celtics de Boston.
- Champion de la Conférence Est en 2008 et 2010 avec les Celtics de Boston.
- Champion de la Division Midwest en 2004 avec les Timberwolves du Minnesota.
- Champion de la Division Atlantique en 2008, 2009, 2010, 2011 et 2012 avec les Celtics de Boston.

### Distinctions personnelles
- NBA Most Valuable Player de la saison régulière en 2004[9].
- NBA Defensive Player of the Year en 2008[10].
- 15 sélections au NBA All-Star Game en 1997, 1998, 2000, 2001, 2002, 2003, 2004, 2005, 2006, 2007[11], 2008[12], 2009, 2010, 2011 et 2013.
- NBA All-Star Game Most Valuable Player Award en 2003.
- All-NBA First Team (équipe type de la ligue) en 2000, 2003, 2004 et 2008[13].
- All-NBA Second Team en 2001, 2002 et 2005[13].
- All-NBA Third Team en 1999 et 2007[13].
- NBA All-Defensive First Team en 2000, 2001, 2002, 2003, 2004, 2005, 2008, 2009 et 2011[14].
- NBA All-Defensive Second Team en 2006, 2007 et 2012[14].
- NBA All-Rookie Second Team en 1996.
- Best NBA Player ESPY Award en 2004.
- Vainqueur du trophée J. Walter Kennedy Citizenship Award en 2006, récompensant son action en faveur des victimes de l'ouragan Katrina.
- Élu au Naismith Memorial Hall of Fame en 2021.

## Statistiques

### Saison régulière
Légende :
| Titre MVP | Champion NBA | Défenseur de l'année | Leader de la ligue |

gras = ses meilleures performances
Statistiques en saison régulière de Kevin Garnett
| Année         | Équipe        | Matches | Titul. | Min./m. | %tir   | %3pts  | %l-f   | rbds/m. | pass/m. | int/m. | ctr/m. | pts/m. |
| ------------- | ------------- | ------- | ------ | ------- | ------ | ------ | ------ | ------- | ------- | ------ | ------ | ------ |
| 1995-1996     | Minnesota     | 80      | 43     | 28,7    | 49,1 % | 28,6 % | 70,5 % | 6,3     | 1,8     | 1,1    | 1,6    | 10,4   |
| 1996-1997     | Minnesota     | 77      | 77     | 38,9    | 49,9 % | 28,6 % | 75,4 % | 8,0     | 3,1     | 1,4    | 2,1    | 17,0   |
| 1997-1998     | Minnesota     | 82      | 82     | 39,3    | 49,1 % | 18,8 % | 73,8 % | 9,6     | 4,2     | 1,7    | 1,8    | 18,5   |
| 1998-1999     | Minnesota     | 47      | 47     | 37,9    | 46,0 % | 28,6 % | 70,4 % | 10,4    | 4,3     | 1,7    | 1,8    | 20,8   |
| 1999-2000     | Minnesota     | 81      | 81     | 40,0    | 49,7 % | 37,0 % | 76,5 % | 11,8    | 5,0     | 1,5    | 1,6    | 22,9   |
| 2000-2001     | Minnesota     | 81      | 81     | 39,5    | 47,7 % | 28,8 % | 76,4 % | 11,4    | 5,0     | 1,4    | 1,8    | 22,0   |
| 2001-2002     | Minnesota     | 81      | 81     | 39,2    | 47,0 % | 31,9 % | 80,1 % | 12,1    | 5,2     | 1,2    | 1,6    | 21,2   |
| 2002-2003     | Minnesota     | 82      | 82     | 40,5    | 50,2 % | 28,2 % | 75,1 % | 13,4    | 6,0     | 1,4    | 1,6    | 23,0   |
| 2003-2004     | Minnesota     | 82      | 82     | 39,4    | 49,9 % | 25,6 % | 79,1 % | 13,9    | 5,0     | 1,5    | 2,2    | 24,2   |
| 2004-2005     | Minnesota     | 82      | 82     | 38,1    | 50,2 % | 24,0 % | 81,1 % | 13,5    | 5,7     | 1,5    | 1,4    | 22,2   |
| 2005-2006     | Minnesota     | 76      | 76     | 38,9    | 52,6 % | 26,7 % | 81,0 % | 12,7    | 4,1     | 1,4    | 1,4    | 21,8   |
| 2006-2007     | Minnesota     | 76      | 76     | 39,4    | 47,6 % | 21,4 % | 83,5 % | 12,8    | 4,1     | 1,2    | 1,7    | 22,4   |
| 2007-2008     | Boston        | 71      | 71     | 32,8    | 53,9 % | 0,0 %  | 80,1 % | 9,2     | 3,4     | 1,4    | 1,2    | 18,8   |
| 2008-2009     | Boston        | 57      | 57     | 31,1    | 53,1 % | 25,0 % | 84,1 % | 8,5     | 2,5     | 1,1    | 1,2    | 15,8   |
| 2009-2010     | Boston        | 69      | 69     | 29,9    | 52,1 % | 20,0 % | 83,7 % | 7,3     | 2,7     | 1,0    | 0,8    | 14,3   |
| 2010-2011     | Boston        | 71      | 71     | 31,3    | 52,8 % | 20,0 % | 86,2 % | 8,9     | 2,4     | 1,3    | 0,8    | 14,9   |
| 2011-2012*    | Boston        | 60      | 60     | 31,1    | 50,3 % | 33,3 % | 85,7 % | 8,2     | 2,9     | 0,9    | 1,0    | 15,8   |
| 2012-2013     | Boston        | 68      | 68     | 29,7    | 49,6 % | 12,5 % | 78,6 % | 7,8     | 2,3     | 1,1    | 0,9    | 14,8   |
| 2013-2014     | Brooklyn      | 54      | 54     | 20,5    | 44,1 % | 0,0 %  | 80,9 % | 6,6     | 1,5     | 0,8    | 0,7    | 6,5    |
| 2014-2015     | Brooklyn      | 42      | 42     | 20,3    | 45,5 % | 16,7 % | 82,9 % | 6,8     | 1,6     | 1,0    | 0,3    | 6,8    |
| 2014-2015     | Minnesota     | 5       | 5      | 19,6    | 58,1 % | 0,0 %  | 50,0 % | 5,2     | 1,6     | 1,0    | 0,8    | 7,6    |
| 2015-2016     | Minnesota     |         |        |         |        |        |        |         |         |        |        |        |
| Carrière      | Carrière      | 1424    | 1387   | 35,0    | 49,7 % | 27,6 % | 79,0 % | 10,2    | 3,8     | 1,3    | 1,4    | 18,2   |
| All-Star Game | All-Star Game | 14      | 11     | 20,5    | 51,1 % | 0,0 %  | 87,5 % | 6,3     | 2,9     | 1,1    | 0,8    | 11,3   |

Note: * Cette saison a été réduite de 82 à 66 matchs en raison du Lock out.

Dernière modification le 6 décembre 2015

### Playoffs
| Année    | Équipe    | Matches | Titul. | Min./m. | %tir | %3pts | %l-f  | rbds/m. | pass/m. | int/m. | ctr/m. | pts/m. |
| -------- | --------- | ------- | ------ | ------- | ---- | ----- | ----- | ------- | ------- | ------ | ------ | ------ |
| 1997     | Minnesota | 3       | 3      | 41,7    | 47,1 | 100,0 | 100,0 | 9,3     | 3,7     | 1,3    | 1,0    | 17,3   |
| 1998     | Minnesota | 5       | 5      | 38,8    | 48,0 | 0,0   | 77,8  | 9,6     | 4,0     | 0,8    | 2,4    | 15,8   |
| 1999     | Minnesota | 4       | 4      | 42,5    | 44,3 | 0,0   | 73,9  | 12,0    | 3,8     | 1,8    | 2,0    | 21,8   |
| 2000     | Minnesota | 4       | 4      | 42,8    | 43,8 | 66,7  | 81,3  | 10,8    | 8,6     | 1,2    | 0,8    | 18,8   |
| 2001     | Minnesota | 4       | 4      | 41,3    | 46,6 | 0,0   | 83,3  | 12,0    | 4,3     | 1,0    | 1,5    | 21,0   |
| 2002     | Minnesota | 3       | 3      | 43,3    | 42,9 | 50,0  | 71,9  | 18,7    | 5,0     | 1,7    | 1,7    | 24,0   |
| 2003     | Minnesota | 6       | 6      | 44,2    | 51,4 | 33,3  | 60,7  | 15,7    | 5,2     | 1,7    | 1,7    | 27,0   |
| 2004     | Minnesota | 18      | 18     | 43,5    | 45,2 | 31,3  | 77,6  | 14,6    | 5,1     | 1,3    | 2,3    | 24,3   |
| 2008     | Boston    | 26*     | 26*    | 38,0    | 49,5 | 25,0  | 81,0  | 10,5    | 3,3     | 1,4    | 1,1    | 20,4   |
| 2010     | Boston    | 23      | 23     | 33,3    | 49,5 | 0,0   | 83,9  | 7,4     | 2,5     | 1,1    | 0,9    | 15,0   |
| 2011     | Boston    | 9       | 9      | 36,4    | 44,1 | 0,0   | 75,9  | 10,9    | 2,6     | 1,9    | 1,0    | 14,9   |
| 2012     | Boston    | 20      | 20     | 36,9    | 48,7 | 25,0  | 81,3  | 10,3    | 1,5     | 1,2    | 1,5    | 19,2   |
| 2013     | Boston    | 6       | 6      | 35,3    | 50,0 | 0,0   | 94,1  | 13,7    | 3,5     | 0,8    | 1,0    | 12,7   |
| 2014     | Brooklyn  | 12      | 12     | 20,8    | 52,4 | 0,0   | 73,9  | 6,3     | 1,3     | 0,8    | 0,4    | 6,9    |
| Carrière | Carrière  | 143     | 143    | 36,9    | 47,8 | 27,3  | 78,9  | 10,7    | 3,3     | 1,2    | 1,3    | 18,2   |

Note : playoffs 2012 terminés, mise à jour le 17 juin 2014.

* Record NBA, partagé en playoffs

### En carrière
Statistiques de Kevin Garnett en saison régulière.
- Matchs : 1.436 (6e de l'histoire de la NBA et ABA)[16].
- Minutes jouées : 50.052 (4e de l'histoire de la NBA et ABA)[16].
- Points : 26.071 (17e de l'histoire de la NBA et ABA)[16].
- Tirs tentés : 21.062 (11e de l'histoire de la NBA et ABA)[16].
- Tirs réussis : 10.468 (12e de l'histoire de la NBA et ABA)[16].
- Tirs à 2pts tentés : 20.431 (13e de l'histoire de la NBA et ABA)[16].
- Tirs à 2pt réussis : 10.294 (12e de l'histoire de la NBA et ABA)[16].
- Rebonds offensifs : 3.197 (24e de l'histoire de la NBA et ABA)[16].
- Rebonds défensifs : 11.453 (1e de l'histoire de la NBA et ABA)[16].
- Rebonds : 14.576 (10e de l'histoire de la NBA et ABA)[16].
- Blocks : 2.029 (19e de l'histoire de la NBA et ABA)[16].
- Interceptions : 1.842 (17e de l'histoire de la NBA et ABA)[16].
- Passes décisives : 5.399 (46e de l'histoire de la NBA et ABA)[16].

Dernière modification effectuée le 25 novembre 2015

## Records en NBA

### Faits marquants

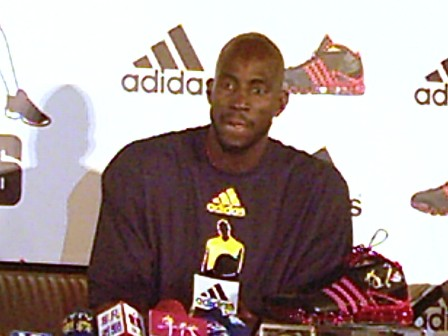
Lors d'une conférence de presse en 2006

- Meilleur rebondeur NBA en 2004, 2005, 2006 et 2007.
- 2 × meilleur rebondeur de la ligue au total de prises avec 1 139 en 2004 et 1 108 en 2005.
- 5 × meilleur rebondeur défensif de la ligue avec 858 prises en 2003, 894 en 2004, 861 en 2005, 752 en 2006 et 792 en 2007.
- Meilleur marqueur de la ligue au total avec 1 987 points en 2004.
- Meilleur marqueur de la ligue en nombre de paniers réussis avec 804 en 2004.
- Seul joueur de l'histoire de la NBA à avoir récolté des moyennes de plus de 20 points, 10 rebonds et 5 passes par match durant 6 saisons consécutives.
- Seul joueur de l'histoire de la NBA à avoir atteint les barres des 25 000 points, 13 000 rebonds, 5 000 passes, 1 300 interceptions et 1 600 contres.
- Il est avec Hakeem Olajuwon l'un des deux seuls joueurs de l'histoire de la NBA faisant partie du top 20 des meilleurs marqueurs, meilleurs rebondeurs, meilleurs intercepteurs et meilleurs contreurs en carrière[17].
- Ancien détenteur du record de points marqués par un joueur du Minnesota avec 47 dans un match contre les Suns de Phoenix le 4 janvier 2005, record battu par Kevin Love en 2012 avec 51 points[18].
- Détenteur du record de points marqués (19 041) de passes décisives (4 146) et de rebonds (10 542) de la franchise des Timberwolves du Minnesota[19].
- A dépassé la barre des 25 000 points en carrière le 8 mars 2008.
- A dépassé la barre des 13 000 rebonds en carrière le 13 janvier 2007.
- A atteint la barre des 1 000 matchs en carrière le 31 octobre 2008 face aux Bulls de Chicago.
- A été le plus jeune joueur à avoir atteint la barre des 1000 matchs en carrière (32 ans et 165 jours), il a depuis été dépassé par Kobe Bryant.
- A présenté la meilleure évaluation 5 années d'affilée (de la saison 2002-2003 à la saison 2006-2007)[20]
- Seul joueur de l'histoire de la NBA à compiler en carrière au moins : 25000 points, 13000 rebonds, 5000 passes décisives, 1500 interceptions et 1750 contres[21].
- Seul joueur de l'histoire à figurer dans le top 20 historique de 4 catégories statistiques : points[22], rebonds[23], contres[24], interceptions[25]. Il est 48e aux passes[26].

### Sur une rencontre
Les records personnels de Kevin Garnett en NBA sont les suivants,,:
| Record de la franchise |

| Type de statistique        | Saison régulière | Saison régulière         | Saison régulière | Playoffs | Playoffs                    | Playoffs      |
| Type de statistique        | Record           | Adversaire               | Date             | Record   | Adversaire                  | Date          |
| -------------------------- | ---------------- | ------------------------ | ---------------- | -------- | --------------------------- | ------------- |
| Points                     | 47               | Suns de Phoenix          | 4 janvier 2005   | 35       | Lakers de Los Angeles       | 22 avril 2003 |
| Paniers marqués            | 19               | Suns de Phoenix          | 4 janvier 2005   | 15       | 2 fois                      | 2 fois        |
| Paniers tentés             | 33               | Nets du New Jersey       | 20 février 2000  | 31       | @ Lakers de Los Angeles     | 24 avril 2003 |
| Paniers à 3 points réussis | 3                | 4 fois                   | 4 fois           | 1        | 15 fois                     | 15 fois       |
| Paniers à 3 points tentés  | 5                | 3 fois                   | 3 fois           | 3        | 2 fois                      | 2 fois        |
| Lancers francs réussis     | 15               | 2 fois                   | 2 fois           | 13       | @ Mavericks de Dallas       | 24 avril 2002 |
| Lancers francs tentés      | 18               | 2 fois                   | 2 fois           | 17       | @ Mavericks de Dallas       | 24 avril 2002 |
| Rebonds offensifs          | 11               | @ Suns de Phoenix        | 3 décembre 2004  | 7        | 2 fois                      | 2 fois        |
| Rebonds défensifs          | 23               | 2 fois                   | 2 fois           | 20       | 2 fois                      | 2 fois        |
| Rebonds totaux             | 25               | 2 fois                   | 2 fois           | 22       | Nuggets de Denver           | 21 avril 2004 |
| Passes décisives           | 12               | 2 fois                   | 2 fois           | 11       | @ Trail Blazers de Portland | 23 avril 2000 |
| Interceptions              | 7                | 2 fois                   | 2 fois           | 6        | @ Hawks d'Atlanta           | 28 avril 2008 |
| Contres                    | 8                | 2 fois                   | 2 fois           | 6        | Kings de Sacramento         | 8 mai 2004    |
| Balles perdues             | 9                | @ Pistons de Détroit     | 8 janvier 2000   | 10       | @ SuperSonics de Seattle    | 2 mai 1998    |
| Minutes jouées             | 52               | @ Grizzlies de Vancouver | 14 avril 2000    | 47       | 2 fois                      | 2 fois        |

- Double-double : 828 (dont 86 en playoffs)
- Triple-double : 19 (dont 3 en playoffs)

## Salaires
| Année       | Équipe       | Salaire       |
| ----------- | ------------ | ------------- |
| 1995-1996   | Timberwolves | 1 622 000 $   |
| 1996-1997   | Timberwolves | 1 666 000 $   |
| 1997-1998   | Timberwolves | 2 109 120 $   |
| 1998-1999   | Timberwolves | 14 000 000 $  |
| 1999-2000   | Timberwolves | 16 806 300 $  |
| 2000-2001   | Timberwolves | 19 610 000 $  |
| 2001-2002   | Timberwolves | 22 400 000 $  |
| 2002-2003   | Timberwolves | 25 200 000 $  |
| 2003-2004   | Timberwolves | 28 000 000 $  |
| 2004-2005   | Timberwolves | 16 000 000 $  |
| 2005-2006   | Timberwolves | 18 000 000 $  |
| 2006-2007   | Timberwolves | 21 000 000 $  |
| 2007-2008   | Celtics      | 23 750 000 $  |
| 2008-2009   | Celtics      | 24 751 934 $  |
| 2009-2010   | Celtics      | 16 400 000 $  |
| 2010-2011   | Celtics      | 18 800 000 $  |
| 2011-2012   | Celtics      | 21 247 044 $  |
| 2012-2013   | Celtics      | 11 566 265 $  |
| 2013-2014   | Nets         | 12 443 735 $  |
| 2014-2015*  | Nets         | 12 000 000 $  |
| Total Gains | Total Gains  | 327 372 398 $ |

Note : * Pour la saison 2014-2015, le salaire moyen d'un joueur évoluant en NBA est de 4 500 000 $.

## Filmographie
Sauf indication contraire, les informations mentionnées dans cette section peuvent être confirmées par la base de données cinématographiques IMDb,  présente dans la section « Liens externes ».
- 1994 : Blue Chips de William Friedkin : un joueur des Dolphin (non crédité)
- 1996 : L'Étoile de Harlem (Rebound: The Legend of Earl "The Goat" Manigault) d'Eriq La Salle : Wilt Chamberlain
- 2000 : The Jamie Foxx Show (série télévisée) - saison 5, épisode 8 : lui-même
- 2011 : The Cleveland Show (série d'animation) - saison 2, épisode 13 : lui-même (voix)
- 2019 : Uncut Gems de Joshua et Ben Safdie : lui-même, en amateur de pierres précieuses[32]

## Vie personnelle
- Kevin Garnett est marié et père d'un enfant.
- Après l'ouragan Katrina, il fait un don de 1,2 million de dollars en faveur des sinistrés[33].
- Il a longtemps été considéré comme l’une des 100 personnes les plus influentes dans le monde du sport aux États-Unis.
- Il a été classé 55e par le magazine Forbes au rang des célébrités en 2000 et 2001.
- Sa maison dans le Minnesota est estimée a plus de 53,5 millions de $.
- Il a deux tatouages : « KG » et « Blood, Sweat and Tears » (du sang, de la sueur et des larmes).
- Il a participé à la campagne de publicité américaine « Got milk ? »[34].
- Fan de soccer, il suit l'équipe de Chelsea FC[35].
- Kevin Garnett est sur la couverture du jeu de basket NBA 2K9[36].
- Il fut au début de sa carrière sous contrat avec Nike puis Adidas. Actuellement, il a un contrat publicitaire avec Anta Sports, la marque chinoise.

## Pour approfondir